# Gilbert Holles (3e comte de Clare)
Gilbert Holles, 3e comte de Clare (24 avril 1633 – 16 janvier 1689) est un homme politique anglais qui siège à la Chambre des Communes dans les années 1660. Il est titré Lord Haughton de 1637 jusqu'à ce qu'il devienne comte de Clare en 1666.

## Biographie
Holles est le fils de John Holles (2e comte de Clare) et Elizabeth Vere, fille d'Horace Vere (1er baron Vere de Tilbury). Il voyage à l'étranger en 1645. En avril 1660, il est élu député pour le Nottinghamshire dans le Parlement Convention. Holles meurt en 1689, et est enterré à Haughton.

## La famille
Holles épouse Grâce Pierrepont, fille de William Pierrepont (homme politique) et Elizabeth Harris, le 9 juillet 1655 à l'église St Giles-in-the-Fields à Londres. Ils ont sept enfants:
- John Holles (1er duc de Newcastle) (1662-1711)
- Elizabeth Holles (c. 1657 – 9 novembre 1725), épouse en 1676 Christopher Vane (1er baron Barnard)
- Mary Holles, marié Hugh Boscawen
- Grâce Holles (d. 13 septembre 1700), mariée le 21 mai 1686 à Thomas Pelham (1er baron Pelham) de Laughton
- William Holles
- Denzell Holles
- Ann Holles